# Helmut Stange (Politiker)
Helmut Stange (* 5. Juli 1934 in Berlin) ist ein deutscher Politiker (SPD).
Stange machte 1956 sein Abitur und studierte an der Freien Universität Berlin. 1962 schloss er als Diplom-Handelslehrer ab, zwei Jahre später das Zweite Staatsexamen. Ab 1972 war er Studiendirektor an verschiedenen Kaufmännischen Berufsschulen. Er war ehrenamtlicher Richter am Oberverwaltungsgericht Berlin-Brandenburg.
Seit 1968 ist Stange Mitglied der SPD. Bei der Berliner Wahl 1985 wurde er über die Bezirksliste Neukölln in das Abgeordnetenhaus von Berlin gewählt, dem er bis 1989 angehörte.